# 361 км (зупинний пункт)
361 кіломе́тр — пасажирська зупинна залізнична платформа Лиманської дирекції Донецької залізниці.
Розташована поблизу с. Кузнецівка, Пологівський район, Запорізької області на лінії 340 км — Волноваха між станціями Розівка (5 км) та Комиш-Зоря (25 км).
На платформі зупиняються приміські електропоїзди.